# Apotekarsocietetens museum
Apotekarsocietetens museum, tidigare Farmacihistoriska museet, är ett museum i Stockholm som skildrar apoteks- och läkemedelshistoria. Museet är inrymt i ett gårdshus från sent 1800-tal på Wallingatan 24 och drivs av Apotekarsocieteten sedan 1987.
Samlingarna består av föremål och dokument relaterade till farmaci och apoteksväsendet i Sverige. En del av materialet har digitaliserats och finns tillgängligt på museets webbplats.

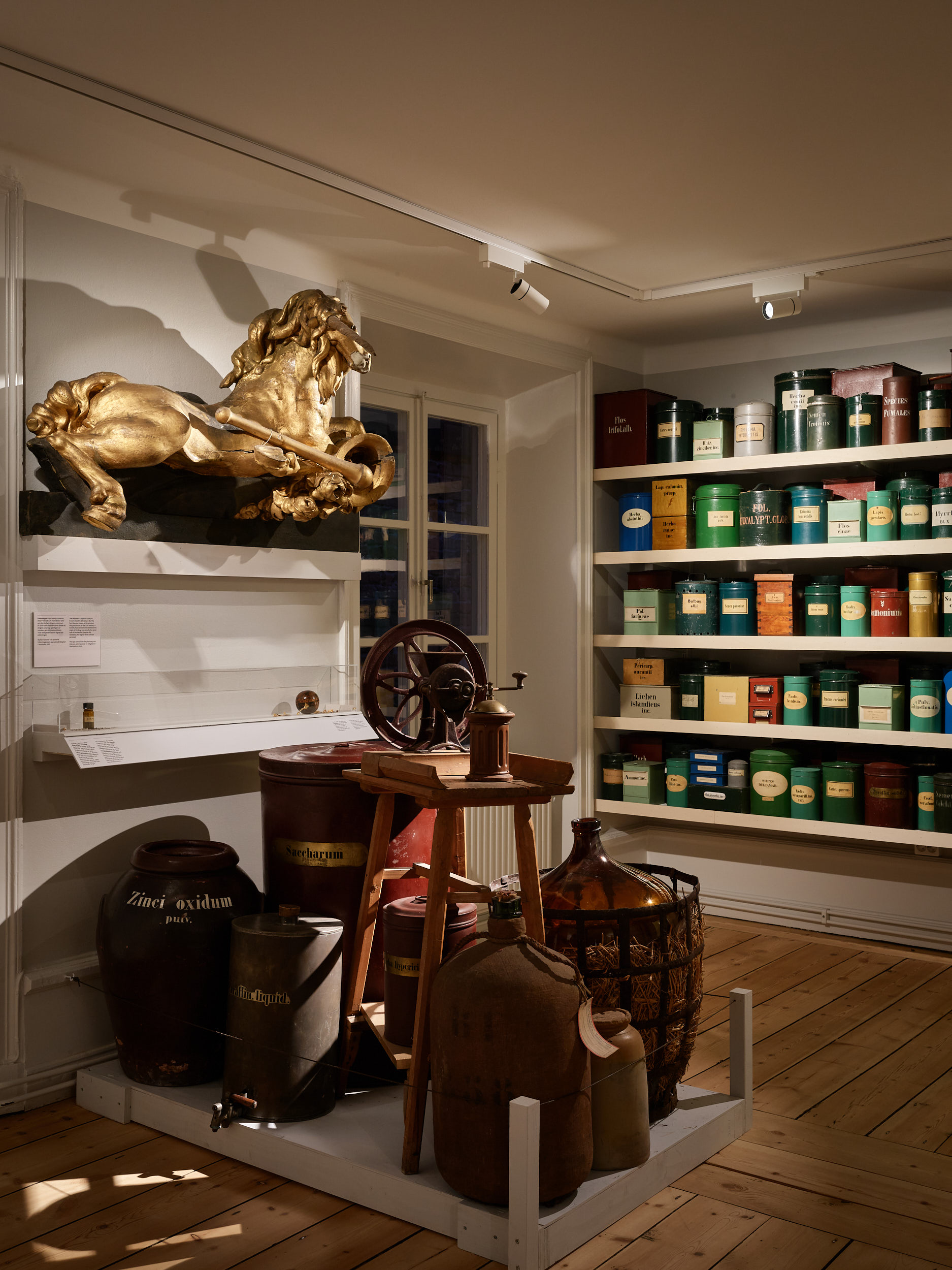
Ett av rummen på Apotekarsocietetens museum, där skylten från Apoteket Enhörningen i Stockholm är monterad på väggen. I bakgrunden syns drogkammarkärl.

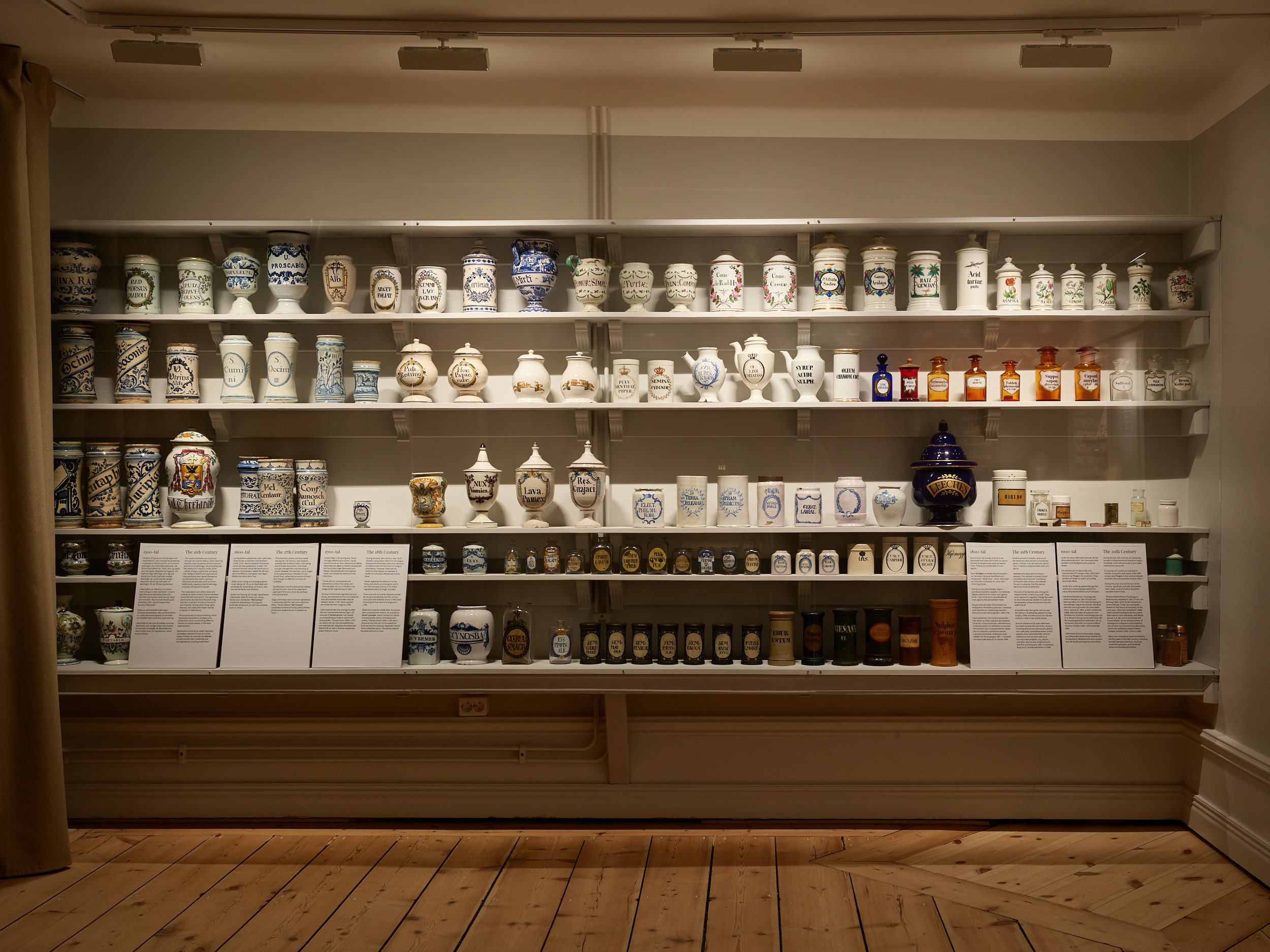
Utställning med ståndkärl, främst från 1700-talet, som exemplifierar olika läkemedel eller ingredienser till läkemedel som förekommit under perioden 1500-1900.

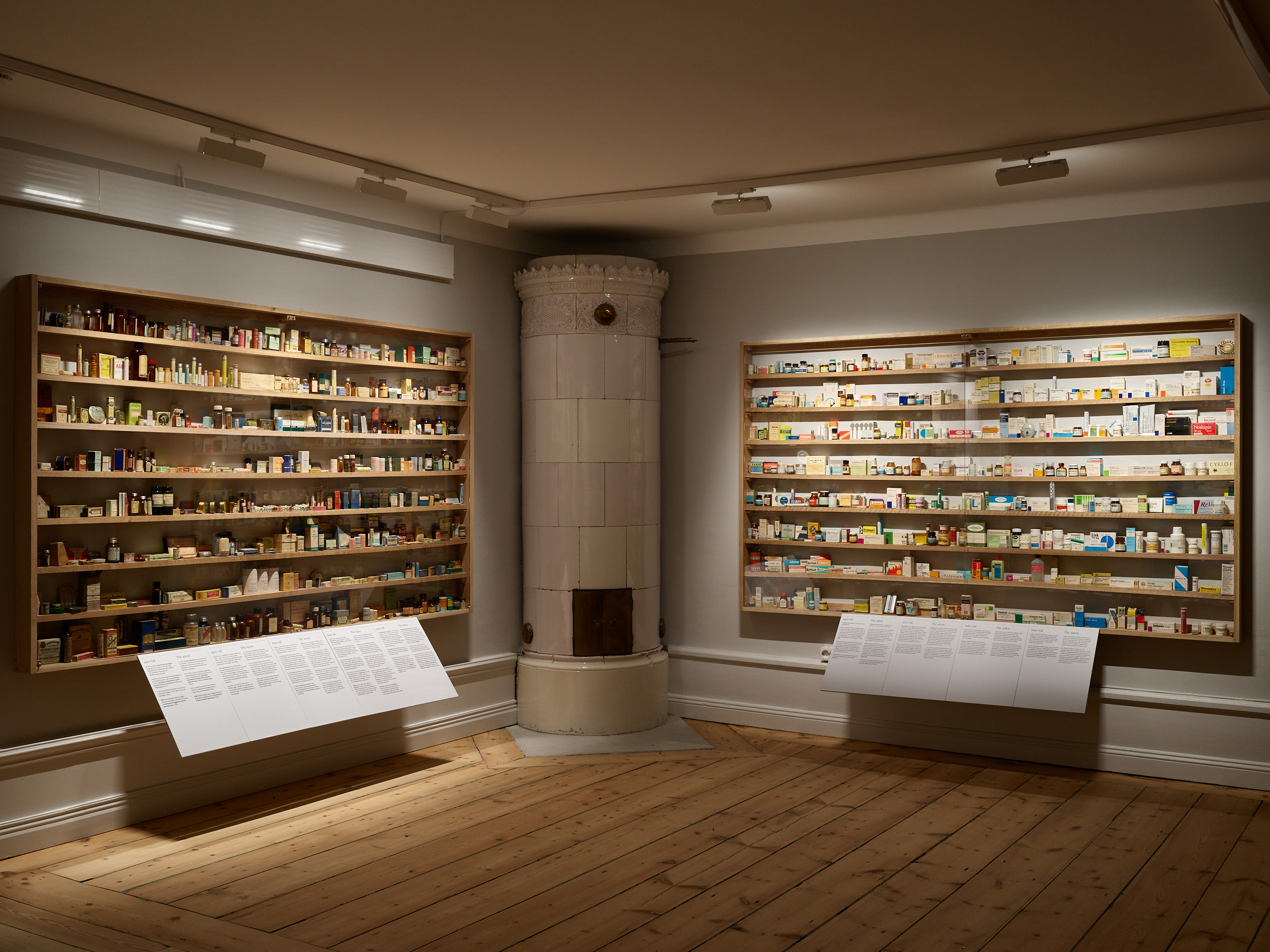
En läkemedelsutställning på Apotekarsocietetens museum med hundratals läkemedelsförpackningar som presenteras kronologiskt, från 1910-2020.

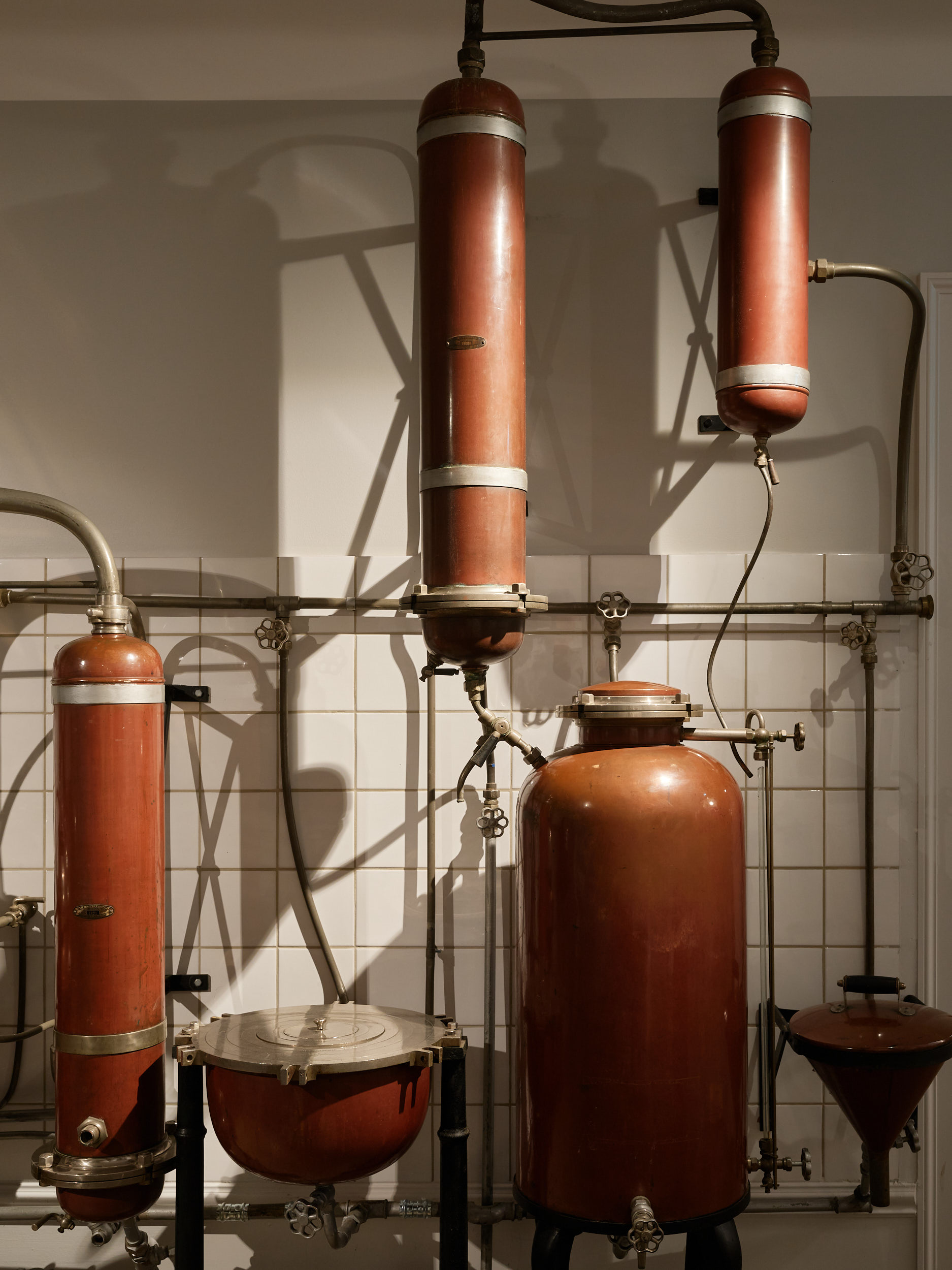
En detaljbild på laboratoriet från apoteket Leoparden som en gång låg på Tegnérgatan i Stockholm och nu finns på Apotekarsocietetens museum.

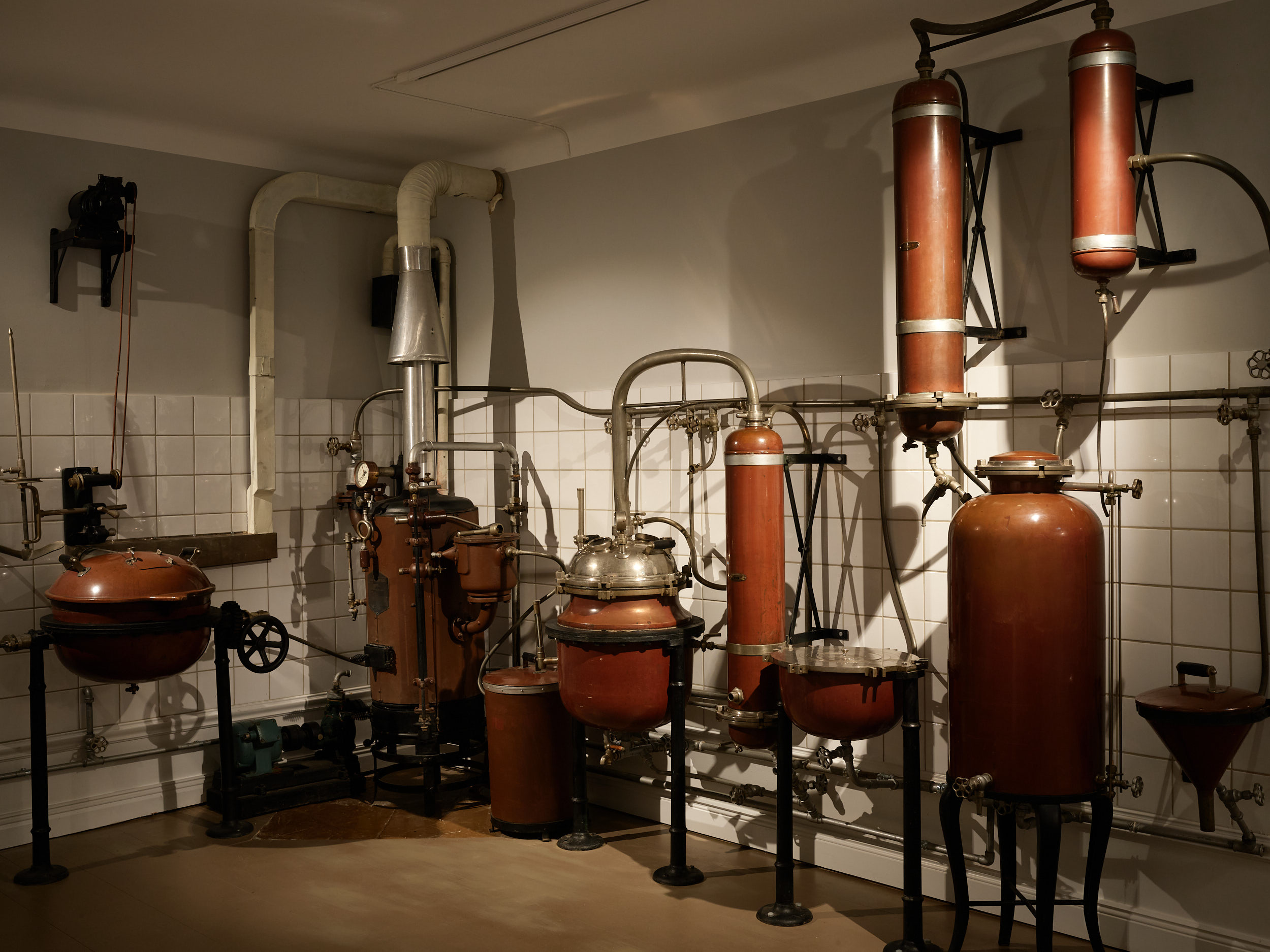
Laboratoriet från apoteket Leoparden som en gång låg på Tegnérgatan i Stockholm och nu finns på Apotekarsocietetens museum.

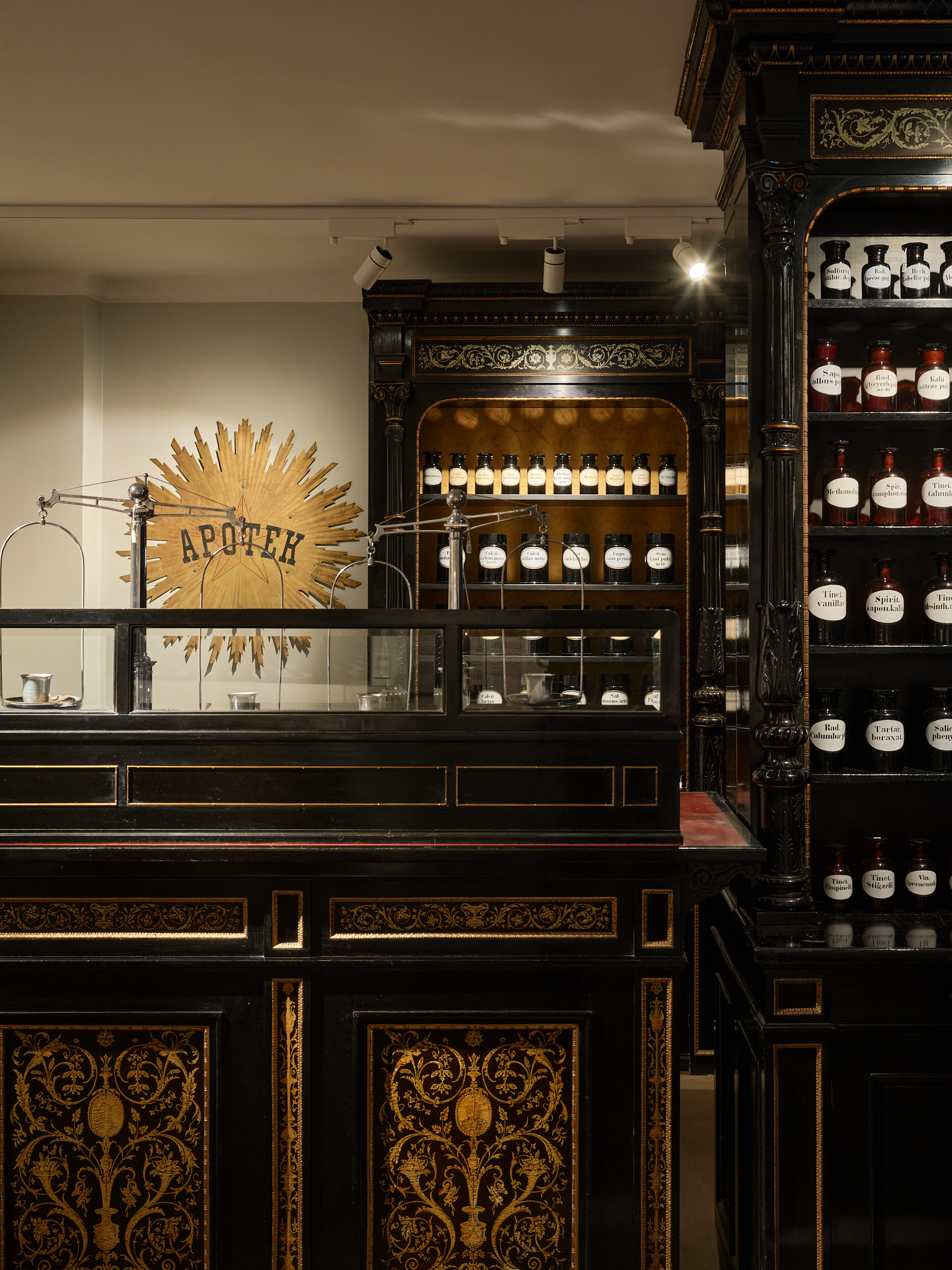
Interiör från Apoteket Nordstjärnan / Nordstjernan som en gång låg på Drottninggatan i Stockholm och som nu finns på Apotekarsocietetens museum.

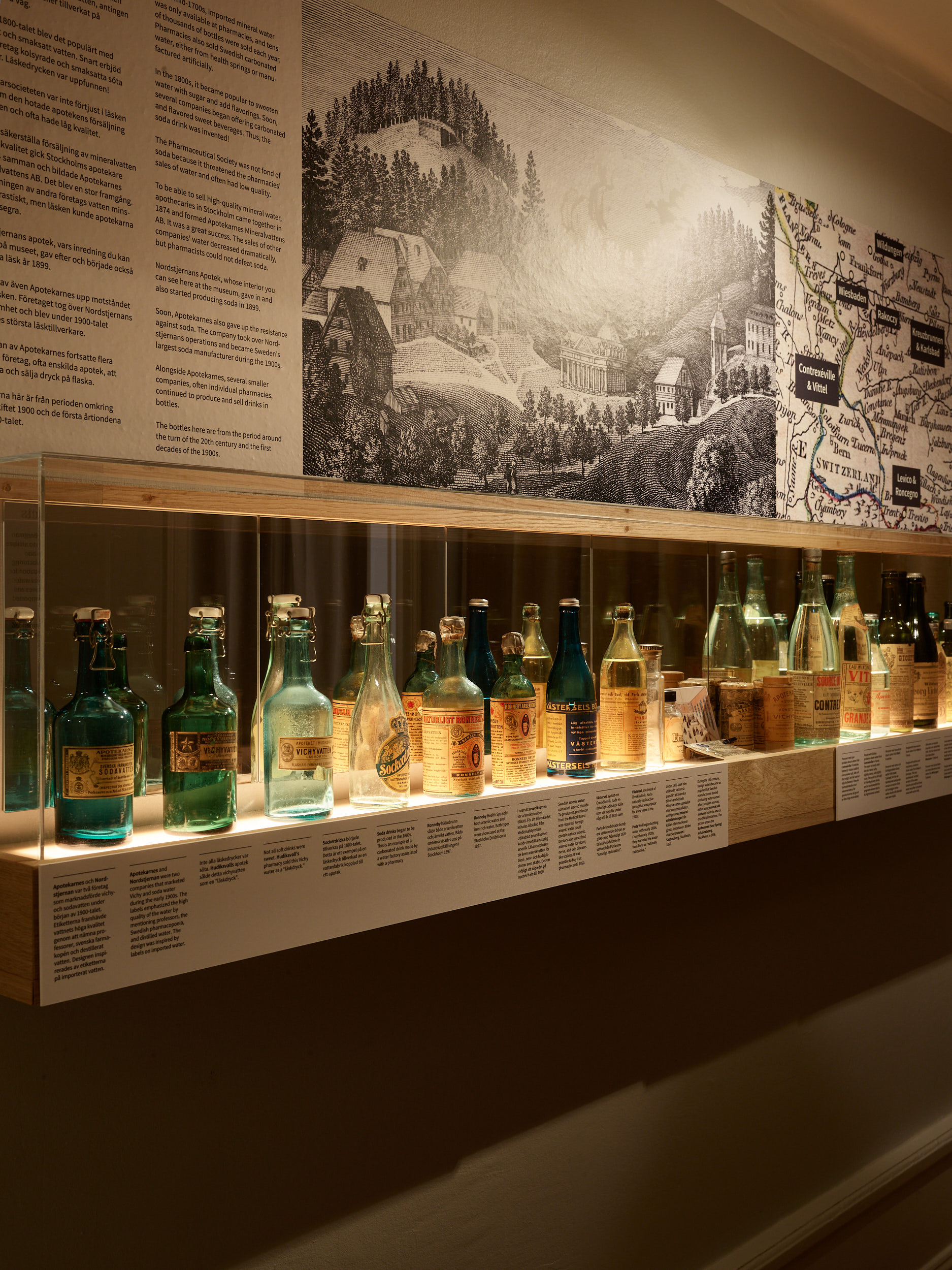
En utställning om buteljerat vatten på Apotekarsocietetens museum.